# Tracey Wheeler
Tracey Wheeler (26 de setembro de 1967) é uma ex-futebolista profissional australiana que atuava como goleira.

## Carreira
Tracey Wheeler representou a Seleção Australiana de Futebol Feminino, nas Olimpíadas de 2000. 